# Nevėžio upės slėnis ties Šventybrasčiu
Nevėžio upės slėnis ties Šventybrasčiu este o arie protejată (arie specială de conservare — SAC, sit de importanță comunitară — SCI) din Lituania întinsă pe o suprafață de 9,31 ha, integral pe uscat.

## Localizare
Centrul sitului Nevėžio upės slėnis ties Šventybrasčiu este situat la coordonatele 55°25′11″N 24°02′44″E / 55.4198°N 24.0455°E.

## Înființare
Situl Nevėžio upės slėnis ties Šventybrasčiu a fost declarat sit de importanță comunitară în noiembrie 2006 pentru a proteja un număr necunoscut de specii din flora spontană și fauna sălbatică aflate în arealul zonei. Situl a fost protejat și ca arie specială de conservare în august 2020.

## Biodiversitate
Situată în ecoregiunea boreală, aria protejată conține 2 habitate naturale: Liziere de ierburi înalte hidrofile de câmpie și de nivel montan până la alpin, Păduri pe pante, grohotișuri și ravene de Tilio-Acerion.
La baza desemnării sitului se află un număr nedeclarat de specii protejate.